# Kolpasjevo
Kolpasjevo (Russisch: Колпашево) is een Russische stad in het Federaal District Siberië, oblast Tomsk en is circa 270 kilometer noordwestelijker gelegen ten opzichte van Tomsk. De stad telde in 2009 25.292 inwoners. Het ligt aan de rechteroever van de rivier de Ob. Over deze rivier moet een twee kilometer lange brug worden gebouwd nabij de stad. Bij de stad ligt daarnaast nog een luchthaven.
De stad is in 1611 gesticht langs de Siberische Trakt, een handelsweg naar Tomsk en verder en was daardoor een rustplaats voor reizigers. In 1938 kreeg Kolpasjevo stadsrechten. Tussen 1932 en 1944 was er bij de stad een goelag. Door de hoogwaterstand van 1979 werd een massagraf van dit goelag blootgelegd.
Bestuurlijk centrum: Tomsk

Asino · Kedrovy · Kolpasjevo · Seversk · Strezjevoj